# 护送船队方式
护送船队方式（日语：／ Gosōsendanhōshiki）是前日本金融业界的行政手法之一。

## 历史

### 概要
在军事战术里，“护送船队方式”是指当在一个船队中如果有一艘航舰因为突发问题减慢了航速，则其它的船舰也放慢速度以确保发生问题的那艘不会脱离队伍。在日本经济政策中，特别在其金融业中，“护送船队”手法谕指那些因为经营问题而陷入困境的企业，为了让他们可以继续生存，日本的行政官厅通常会出面干涉，保持这一行业全体的稳定性。在第二次世界大战结束后，日本经济经历长达数十年的高速发展时期，除了金融业以外，日本的主要行政厅也通过其强力干涉對各个重要行业的发展進行行政指导。

### 金融业
日本在经历了1920年代的昭和金融恐慌后，认为就算是较小的金融机构的倒闭也有可能引发连锁反应从而造成整个金融业甚至社会的不安。为防止金融机构的意外倒闭，大藏省和日本银行分别制定了“金融安定化、产业保护政策”（「金融業界に対する金融安定化・産業保護政策」）和护送船队方式等等的一系列行政指导手段确保金融业的安定，规定新商品的推出，甚至防止过度的竞争。因为这些措施和战后经济高速发展的稳定，最初没有一家日本金融机构因为经营问题而破产倒闭，一般少数因为不良债权而陷入经营困难的企业都会被引导合并进入其它公司。

### 功罪
虽然最初在护送船队方式的庇护下没有任何金融机构倒闭，但是也暴露出了多种这种做法的弊端。很多金融机构用因为有经营管理限制的借口来逃避自己的过失。同时，相对弱小的企业过度的依赖大藏省的保护，同时又限制了大企业的发展前景，从某种角度上来考虑也让它们渐渐的丧失了和后来外资竞争的能力。

### 崩溃
日本泡沫经济的崩溃后，1995年木津信用组合和兵库银行的分别倒闭让护送船队方式受到了强烈的冲击。此后，在1996年开始的大幅改革甚至开放金融业的金融大爆炸政策中，原本持续了几十年的金融行政指导政策开始逐渐缓和。

## 相关页面
- 日本长期信用银行
- 日本泡沫经济
- 日本银行
- 大藏省